# Station Ryokuchikoen
Station Ryokuchikoen (緑地公園駅, Ryokuchikōen-eki) is een spoorwegstation in Toyonaka gelegen in de Japanse prefectuur Osaka. Het wordt aangedaan door de Namboku-lijn. De Namboku-lijn sluit direct aan op de Midosuji-lijn bij station Esaka. Hoewel de Namboku-lijn officieel geen deel uitmaakt van de metro, hebben de stations wel een stationsnummer van de Midosuji-lijn. Het station heeft het nummer M10.

## Treindienst

### Kitakyu(stationsnummer M10)
| 1 | ■Namboku-lijn | richting Esaka (Midosuji-lijn) |
| 2 | ■Namboku-lijn | richting Senri-Chūō            |

## Geschiedenis
Het station werd in 1975 geopend.

## Overig openbaar vervoer
Bussen 64 en 91

## Stationsomgeving
- Hattori Ryokuchi-park
- Hankyu Oasis
- Autoweg 423
- Kobeya (restaurantketen)
- Tengyu (boekhandel)